# آخر مرة (أغنية)
«آخر مرة» هي أغنية للمغني المغربي حاتم عمور من ألبومه الثاني بلا عنوان (2019)، من كلمات وألحان أنس العراقي وتوزيع بلال أفريكانو، ومن إنتاج حاتم عمور الخاص. تم إصدار الأغنية كأول أغنية منفردة من الألبوم في الأول من فبراير 2019 برفقة فيديو كليب. تعتبر الأغنية بوبا مغربيا مميزة بـقرار (Bass) ونبض ريغي.

## حول الأغنية
منذ سنة 2018 توقف الفنان المغربي حاتم عمور عن إصدار أغاني منفردة على منصات الموسيقى، حيث كانت أغنية «خطير» آخر أغنية منفردة له في 22 فبراير 2018، بدون احتساب نسخة «ياما» الأخرى "Viva Morocco" الخاصة بتشجيع المنتخب المغربي في 25 أبريل 2018، أو أغنية "Nos Fuimos Lejos" بالـ 14 شتنبر 2018 التي لا تنتمي إلى حساب حاتم. لذا اعتبرت السنة شبه خالية من فن حاتم عمور الخاص. في أواخر سنة 2018، أعلنت إذاعة هيت راديو أن الفنان سيباشر بإنزال ألبوم جديد لسنة 2019. وفي الأول من شهر فبراير أصدرت أغنية «آخر مرة» لتمهد انطلاق ألبومه الثاني. وقد تلقت الأغنية إعجابا كبيرا من طرف الجمهور المغربي خاصة والعربي عامة، حيث لامست الأغنية قلوب الشباب بما أنها تتناول موضوع الفشل العاطفي خاصة لدى العنصر النسوي.
صرح حاتم عمور لهيت راديو أن الفنان أنس العراقي هو من كتب كلمات الأغنية ولحنها ثم أسمعها له ولمديرة أعماله هند التازي. كما أخبر أن الأغنية لم يكن بإمكانها أن تصدر كأغنية منفردة أو أن يضيفها حاتم لمجموعة أغانيه لولا أنه كان يبحث عن أغاني لجمع ألبومه الثاني. كذلك صرح المغني المغربي أن الأغنية هي آخر أغنية في الألبوم.

## الكلمات والألحان والتوزيع

### الكلمات
كتبت كلمات الأغنية من طرف الفنان أنس العراقي. حيث تناولت موضوع تشجيع المرأة ودعوتها لتقوية نفسها بعد انتهاء علاقة عاطفية فاشلة أساسها الكذب، بدل البكاء وراء الأطلال. وتأتي كلماتها كالتالي:
[المقطع أول]
في الأول غا يبان ظريف
ونية وولد الناس
وفالحب كاعما مولف
مسكين، حشومي وحساس
غا تشوفيه فارس أحلامك
ومعاه حياتك كملات
وملي غا تحلي عينيك غا تلقايه
[اللازمة]
كذاب راس مالو غير هدرة
مسحي دموعك وكوني امراة
خذيها تجربة مرة
اكويها فقلبك آخر مرة
آخر مرة
آخر مرة
آخر مرة
[المقطع الثاني]
وبلاما يبقى فيك الحال
وتقولي ما عندي زهر
وتكرهي انتي كاع الرجال
بسبب واحد فيهم غدر
غي صبري دابا يجي ولد الناس
اللي يهزك فوق الراس
ومعاه تولي لاباس وتنساي 

### الألحان والتوزيع
تعتبر الأغنية بوبا مغربيا بإيقاعات ريغي سريع ودانسهول. كتبت ألحانها على سلم ري منخفض صغير (D-flat Minor) وعلى سرعة إيقاع 98 (98 نبضة في الدقيقة).

## فيديو كليب

### الإنشاء والإصدار
أخرج حسن الكورفتي فيديو كليب أغنية «آخر مرة» وأنتجه حاتم عمور. صور الفيديو كليب في مدينة أمستردام بهولاندا من بطولة حاتم عمور وبثينة أفلاح وأنيس البشاوي. يحكي عن قصة فتاة تعرفت على شاب متوسط الحال أحبا بعضهما أيام الضعف المادي وعاشا معا الأفراح والأقراح، لتكتشف من بعد أنه قد خانها مع فتاة تبدو ميسورة الحال عليها. تم إيداع الفيديو على يوتيوب اليوم الأول من فبراير 2019.

### الأحداث
يبدأ الفيديو كليب بلقطة تصور سرب حمام يحلق مبتعدا عن ساحة وسط المدينة مبرزا جوا غائما. ثم يظهر أنيس جاثيا على ركبته يقدم وردة حمراء لبثينة أفلاح. بعدها تظهر هذه الأخيرة تبلل منشفة لتضعها على رأس حبيبها المريض في منزلهما، ليبرز بعد ذلك حاتم عمور في معطف بني فاتح وقبعة من نفس اللون لأول مرة في الفيديو. ثم تظهر لقطات لبثينة تشتري وردا من عند حاتم كبائع ورد. وتحمله في دراجتها إلى وسط المدينة لتنصدم بحبيبها يحمل حقيبة في يد وفي يده الأخرى يد بنت أخرى. لتعود بنا اللقطة الموالية لذكرياتها معه يرقصان ويلعبان في شوارع هولاندا، مع ظهور لقطات لها تذرف دموع الحسرة. وبعد ذلك تظهر لقطة ليلة لحاتم عمور يرتدي معطفا أزرقا داكنا وقبعة حمراء بالقرب من دراجة بقرب مقهى. ثم تظهر لنا بثينة كنادلة بهذا الأخير، فيزورها أنيس طارقا زجاج النافذة فتلبي دعوته. ومن بعد ذلك تظهر بطلة الفيديو تغسل الصحون وهي تحاول أن تمسح عنها دموعها. ليتنهي الفيديو بلقطة صورت صدمتها من الخيانة وهي تدوس على الورد وتهرب بعيدا عن المكان.

## الطاقم
هذه المعلومات تم أخذها من شارة نهاية فيديو كليب «آخر مرة».
- حاتم عمور: غناء وإنتاج
- أنس العراقي: كلمات وألحان
- بلال أفريكانو: توزيع
- حسن الكورفتي: إخراج
- @Med zaaki : غرافيك
- بثينة أفلاح وأنس البشاوي وليزا فالاينو: تمثيل